# Distretto di Xiejiaji
Il distretto di Xiejiaji (谢家集区S, Xièjiājí QūP) è un distretto della Cina, situato nella provincia dell'Anhui.